# Тетрадиум
Тетрадиум (лат. Tetradium) — род древесных растений семейства Рутовые, произрастающих в Восточной и Юго-Восточной Азии.
Ранее рассматривался как часть рода Эводия.

## Распространение и экология
Виды рода распространены от Гималаев до Японии и Филиппин на востоке и до Индокитая, Малайского полуострова, Суматры и Явы на юге. Самые морозостойкие виды произрастают в USDA-зоне 6(5).

## Ботаническое описание
Вечнозелёные или листопадные деревья и кустарники. Листья непарноперистые, усеянные масляными желёзками. Цветки однополые, двудомные, собраны в метельчатые соцветия, имеют 4—5 чашелистиков, лепестков и тычинок (в случае мужских цветков). Плод — листовка с 1—2 семенами.
Тетрадиум в довольно высокой степени схож с бархатом (Phellodendron). Одно из отличий в том, что у тетрадиума пазушные почки открытые, а у бархата — скрытые. Кроме того, плод бархата не листовка, а костянковидная ягода.

## Виды
По данным World Flora Online род включает в себя 8 видов:
- Tetradium austrosinense (Hand.-Mazz.) T.G. Hartley — Тетрадиум австрокитайский
- Tetradium calcicolum (Chun ex C.C. Huang) T.G. Hartley — Тетрадиум известняковый
- Tetradium daniellii (Benn.) T.G. Hartley — Тетрадиум Даниэля, или Эводия Даниэля
- Tetradium fraxinifolium (Hook. f.) T.G. Hartley — Тетрадиум ясенелистный
- Tetradium glabrifolium (Champ. ex Benth.) T.G. Hartley — Тетрадиум гололистный
- Tetradium ruticarpum (A.Juss.) T.G. Hartley — Тетрадиум рутоплодный, или Эводия рутоплодная
- Tetradium sambucinum (Blume) T.G. Hartley — Тетрадиум бузиновый
- Tetradium trichotomum Lour. — Тетрадиум трёхраздельный